# نوكيا C7
نوكيا C7 هذا الجوال هو الأول من نوكيا الذي سيقدم كاميرا 8 ميجا بيكسل مع شاشة لمس. و سينظر إليه كمغلق للفجوة التكنولوجية بين نوكيا N97 بكاميرا 5 ميجا بيكسل من جهة و نوكيا N8 بكاميرا 12 ميجا بيكسل من جهة أخرى.

## الشاشة وواجهة المستخدم
- مقاس الشاشة: 3.5″
- شاشة سعوية تعمل باللمس
- جهاز استشعار للإحساس بالاتجاه (جهاز قياس السرعة)
- بوصلة (مقياس المغناطيسية)
- جهاز استشعار للإحساس بدرجة القرب
- جهاز إحساس بالضوء المحيط

## الذاكرة
- الذاكرة الداخلية: 8 جيجا بايت
- دعم بطاقة الذاكرة Micro SD حتى 32 جيجابايت (بحد أقصى 40 جيجابايت إجمالاً)

## التوصيل
- Blue-tooth 3.0
- موصل شاحن 2 مم
- موصل USB مصغر والشحن
- USB 2.0 عالي السرعة (موصل USB مصغر)
- موصل صوت وصورة (AV) مقاس 3.5 ملم
- منصة البرامج وواجهة المستخدم
- Symbian^3 OS لـ Nokia
- Java MIDP 2.1
- Qt 4.6.2، Web Runtime 7.2
- تحديثات البرامج عبر الأثير (FOTA) وعبر الإنترنت (FOTI)
- Flash Lite 4.0
- OMA DM 1.2، OMA Client provisioning 1.1

## التطبيقات

### التطبيقات الرئيسية
التقويم، الأسماء، مشغل الموسيقى، الإنترنت، الرسائل، الصور، متجر Ovi، الخرائط، الفيديو، WebTV، محررات مستندات Office، محرر الفيديو والصور، البريد، الراديو

### تطبيقات الحاسب الشخصي
نوكيا OVI سوت،
نوكيا OVI بلاير

## الكاميرا
- كاميرا بدقة 8 ميجابكسل
- مصباح فلاش LED ثنائي من الجيل الثالث
- برنامج التعرف على الوجه
- بؤرة تركيز كاملة
- زووم يصل إلى 2x (رقمي) للصور الثابتة
- زوم يصل إلى 3x (رقمي) للفيديو
- كاميرا ثانوية لمكالمات الفيديو، (VGA، 640 × 480 بكسل)

## الأكسسوارات
- سماعة Nokia Bluetooth BH-217
- الطاقة الإضافية DC-11 من Nokia
- مسند الحمل العالمي CR-115 من Nokia